# Zeche Vereinigte Neue Sackberg & Schrutenberend
Die Zeche Vereinigte Neue Sackberg & Schrutenberend ist ein ehemaliges Steinkohlenbergwerk in Essen-Burgaltendorf. Die Bergwerk war auch unter den Namen Zeche Vereinigte Neu Sackberg & Schrutenberend und Zeche Neue Sackberg & Schrutenberend bekannt. Das Bergwerk war aus der Konsolidation von zwei bis dahin eigenständigen Bergwerken entstanden.

## Bergwerksgeschichte
Am 26. Mai des Jahres 1802 konsolidierten die Zechen Neue Sackberg und Schrutenberend zur Zeche Vereinigte Neue Sackberg & Schrutenberend. Das Bergwerk ging unmittelbar nach der Konsolidation in Betrieb. Ab dem Jahr 1805 waren die Schächte Erasmus und Rudolph in Betrieb. Am 27. Januar des Jahres 1808 wurde das Längenfeld Vereinigte Neue Sackberg & Schrutenberend verliehen. Im Jahr 1810 waren die Schächte Erasmus und Juliana in Betrieb. Schacht Juliana war mit einem Göpel ausgerüstet. Im Jahr 1820 wurde im Schacht Abendstern gefördert. Dieser Schacht gehörte der Zeche Altendorfer Bank. Im Januar des darauffolgenden Jahres wurde die Zeche Vereinigte Neue Sackberg & Schrutenberend stillgelegt. Nachdem das Grubenfeld der Zeche Vereinigte Neue Sackberg & Schrutenberend durch den Himmelsfürster Erbstollen gelöst worden war, wurde sie am 1. Mai des Jahres 1839 wieder in Betrieb genommen. Allerdings hatte die Lösung durch den Erbstollen keinen großen Nutzen gebracht, da durch das Lösen nur ein Teufengewinn von vier Lachtern erreicht worden war. Die Förderung des Bergwerks erfolgte ab diesem Jahr über den Altendorfer Erbstollen der Zeche Große Varstbank & Altendorfer Erbstollen. Im November des Jahres 1841 kam es auf dem Bergwerk zu einem Brand, daraufhin wurde der Betrieb eingestellt. Ab dem Januar des darauffolgenden Jahres war das Bergwerk wieder in Betrieb. In der Zeit von April bis Dezember des Jahres 1847 wurde das Bergwerk aufgrund von Absatzmangel in Fristen gelegt. In der Zeit vom 8. Februar bis zum 14. Oktober des Jahres 1855 konsolidierte die Zeche Vereinigte Neue Sackberg & Schrutenberend unterhalb der Erbstollensohle des Himmelsfürster Erbstollens zur Zeche Altendorf Tiefbau. Ab dem Jahr 1865 wurde das Bergwerk bis zum Jahr 1870 erneut in Fristen gelegt. Danach war das Bergwerk noch einige Jahre in Betrieb, bis es im Jahr 1879 stillgelegt wurde.

## Förderung und Belegschaft
Die ersten Förderzahlen des Bergwerks stammen aus dem Jahr 1839, in diesem Jahr wurden 8863 ½ preußische Tonnen Steinkohle gefördert. Im Jahr 1840 wurden 16.350 ⅜ preußische Tonnen Steinkohle gefördert. Im Jahr 1842 lag die Förderung bei 11.261 preußischen Tonnen Steinkohlen. Die ersten bekannten Belegschaftszahlen des Bergwerks stammen aus dem Jahr 1872, in diesem waren elf Bergleute auf der Zeche beschäftigt, die eine Förderung von 4286 Tonnen Steinkohle erbrachten. Im Jahr 1875 wurden mit 13 Bergleuten 2598 Tonnen Steinkohle gefördert. Die letzten bekannten Förder- und Belegschaftszahlen des Bergwerks stammen aus dem Jahr 1878, in diesem Jahr wurden mit 15 Bergleuten 3170 Tonnen Steinkohle gefördert.